# Ervin Johnson
Ne doit pas être confondu avec Earvin Johnson.
Pour les articles homonymes, voir Johnson.
Ervin Johnson, né le 21 décembre 1967, à La Nouvelle-Orléans, en Louisiane, est un ancien joueur américain de basket-ball. Il a joué en NBA de 1993 à 2006, et évoluait au poste de pivot.

## Biographie
Ervin Johnson a été drafté en NBA en 1993 par les SuperSonics de Seattle. Il a également joué aux Nuggets de Denver, aux Timberwolves du Minnesota et aux Bucks de Milwaukee.